# Partito della Libertà (Lituania)
Il Partito della Libertà (in lituano: Laisvės partija) è un partito politico lituano di orientamento liberale fondato nel 2019 attorno alla lista civica del sindaco di Vilnius Remigijus Šimašius.
Il partito è membro di minoranza del governo Šimonytė.

## Ideologia e posizioni
Secondo il proprio programma, il Partito della Libertà persegue i seguenti obiettivi:
- Legalizzazione dei matrimoni tra persone dello stesso sesso
- Neutralità climatica entro l'anno 2040
- Legalizzazioni delle droghe
- Possibilità di svolgere il servizio civile anziché militare, ad esempio in strutture ospedaliere e scolastiche
- Riconoscimento di Taiwan come stato sovrano distinto dalla Repubblica Popolare Cinese.

## Risultati elettorali
| Elezione          | Voti    | %    | Seggi    |
| ----------------- | ------- | ---- | -------- |
| Parlamentari 2020 | 107.093 | 9,45 | 11 / 141 |
| Europee 2024      | 54.797  | 8,1  | 1 / 11   |